# Johannes von Hieber
Johannes (von) Hieber, född 25 juni 1862 i Waldhausen vid Lorch, död 7 november 1951 i Uhingen, var en tysk politiker.
Hieber blev 1885 filosofie doktor i Tübingen och 1892 gymnasieprofessor vid Karls-Gymnasium i Stuttgart. Han var 1900–10 och 1912–32 ledamot av Württembergs lantdag i Stuttgart samt 1898–1910 även av tyska riksdagen. Han tillhörde ursprungligen Tyska nationalliberala partiet och anslöt sig efter novemberrevolutionen 1918 till Tyska demokratiska partiet. Under åren 1920–24 var han württembergsk minister- och statspresident.